# Gigantes de Carolina 2015 (pallavolo femminile)
Questa voce raccoglie le informazioni riguardanti le Gigantes de Carolina nella stagione 2015.

## Organigramma societario
Area direttiva
- Presidente: Héctor Caro

Area tecnica
- Primo allenatore: Milton Crespo
- Assistente allenatore: Javier Cruz, Wilberto Torres
- Statistico: Betsy Muñiz
- Fisioterapista: Juan Cuto Ayala

## Rosa
| N° | Nome               | Ruolo | Data di nascita   | Nazionalità sportiva |
| -- | ------------------ | ----- | ----------------- | -------------------- |
| 1  | Rachael Kidder     | S     | 14 ottobre 1991   | Stati Uniti          |
| 2  | Jordaliz Mercado   | P     | 19 luglio 1990    | Porto Rico           |
| 3  | Ariana López       | L     | -                 | Porto Rico           |
| 4  | Alaina Bergsma     | O     | 30 marzo 1990     | Stati Uniti          |
| 4  | Kylie Atherstone   | S/O   | 25 gennaio 1987   | Stati Uniti          |
| 5  | Vanessa Vélez      | S/O   | 29 agosto 1986    | Porto Rico           |
| 7  | Mariana Thon       | P     | 18 novembre 1988  | Porto Rico           |
| 9  | Darangelyss Yantín | C     | 8 luglio 1985     | Porto Rico           |
| 10 | Aida Bauzá         | S     | 20 settembre 1989 | Porto Rico           |
| 11 | Stephanie Salas    | L     | 17 febbraio 1992  | Porto Rico           |
| 12 | Odemaris Díaz      | C     | 15 marzo 1982     | Porto Rico           |
| 13 | Daniela Bertrán    | S     | 29 gennaio 1986   | Porto Rico           |
| 15 | Wilnelia González  | C     | 2 aprile 1985     | Porto Rico           |
| 17 | Alexandra Rivera   | L     | 18 febbraio 1993  | Porto Rico           |

## Mercato
| Acquisti | Acquisti           | Acquisti              | Acquisti   |
| R.       | Nome               | da                    | Modalità   |
| -------- | ------------------ | --------------------- | ---------- |
| S        | Rachael Kidder     | IHF                   | definitivo |
| O        | Alaina Bergsma     | Petron                | definitivo |
| C        | Darangelyss Yantín | Valencianas de Juncos | definitivo |
| S        | Aida Bauzá         | -                     | definitivo |
| S        | Daniela Bertrán    | -                     | definitivo |
| L        | Alexandra Rivera   | Southern Illinois     | definitivo |
| O        | Kylie Atherstone   | Düdingen              | definitivo |

| Cessioni | Cessioni            | Cessioni             | Cessioni      |
| R.       | Nome                | a                    | Modalità      |
| -------- | ------------------- | -------------------- | ------------- |
| L        | Tatiana Jusino      | Lancheras de Cataño  | definitivo    |
| S        | Stephanie Niemer    | ASPTT Mulhouse       | definitivo    |
| S        | Priscilla Hernández | -                    | ritirata      |
| C        | Jennylee Martínez   | Changas de Naranjito | fine prestito |
| S        | Daneycha Acevedo    | -                    | ritirata      |
| O        | Katherine Harms     | MTV Stoccarda        | definitivo    |
| S        | Angelimar Vidot     | -                    | ritirata      |
| O        | Alaina Bergsma      | -                    | svincolata    |

## Risultati

### LVSF

#### Regular season
| 1ª giornata - 15 gennaio 2015 Coliseo Guillermo Angulo, Carolina         | Gigantes de Carolina  | 3 - 0 | Changas de Naranjito  | 25-14, 25-20, 25-19               |
| 2ª giornata - 17 gennaio 2015 Coliseo Héctor Solá Bezares, Caguas        | Criollas de Caguas    | 3 - 1 | Gigantes de Carolina  | 22-25, 25-17, 27-25, 25-15        |
| 3ª giornata - 22 gennaio 2015 Coliseo Guillermo Angulo, Carolina         | Gigantes de Carolina  | 3 - 2 | Leonas de Ponce       | 26-24, 25-23, 20-25, 16-25, 15-12 |
| 4ª giornata - 25 gennaio 2015 Coliseo Rafael Amalbert, Juncos            | Valencianas de Juncos | 3 - 0 | Gigantes de Carolina  | 25-21, 25-16, 25-22               |
| 5ª giornata - 29 gennaio 2015 Palacio de Recreación y Deportes, Mayagüez | Indias de Mayagüez    | 3 - 0 | Gigantes de Carolina  | 25-17, 24-24, 25-22               |
| 6ª giornata - 1 febbraio 2015 Coliseo Guillermo Angulo, Carolina         | Gigantes de Carolina  | 3 - 0 | Lancheras de Cataño   | 25-23, 25-21, 25-15               |
| 7ª giornata - 5 febbraio 2015 Coliseo Gelito Ortega, Naranjito           | Changas de Naranjito  | 1 - 3 | Gigantes de Carolina  | 31-33, 21-25, 25-15, 22-25        |
| 8ª giornata - 8 febbraio 2015 Coliseo Guillermo Angulo, Carolina         | Gigantes de Carolina  | 1 - 3 | Criollas de Caguas    | 21-25, 18-25, 25-21, 21-25        |
| 9ª giornata - 12 febbraio 2015 Coliseo Salvador Dijols, Ponce            | Leonas de Ponce       | 1 - 3 | Gigantes de Carolina  | 26-28, 25-22, 23-25, 26-28        |
| 10ª giornata - 15 febbraio 2015 Coliseo Guillermo Angulo, Carolina       | Gigantes de Carolina  | 0 - 3 | Valencianas de Juncos | 16-25, 20-25, 14-25               |
| 11ª giornata - 19 febbraio 2015 Coliseo Guillermo Angulo, Carolina       | Gigantes de Carolina  | 1 - 3 | Indias de Mayagüez    | 17-25, 21-25, 26-24, 18-25        |
| 12ª giornata - 22 febbraio 2015 Coliseo Cosme Beitia Sálamo, Cataño      | Lancheras de Cataño   | 3 - 0 | Gigantes de Carolina  | 25-17, 25-18, 25-20               |
| 13ª giornata - 26 febbraio 2015 Coliseo Guillermo Angulo, Carolina       | Gigantes de Carolina  | 3 - 1 | Changas de Naranjito  | 25-20, 25-14, 33-35, 25-16        |
| 14ª giornata - 28 febbraio 2015 Coliseo Héctor Solá Bezares, Caguas      | Criollas de Caguas    | 3 - 0 | Gigantes de Carolina  | 25-8, 25-20, 25-19                |
| 15ª giornata - 5 marzo 2015 Coliseo Guillermo Angulo, Carolina           | Gigantes de Carolina  | 0 - 3 | Leonas de Ponce       | 23-25, 21-25, 23-25               |
| 16ª giornata - 8 marzo 2015 Coliseo Rafael Amalbert, Juncos              | Valencianas de Juncos | 3 - 0 | Gigantes de Carolina  | 25-19, 25-13, 26-24               |
| 17ª giornata - 12 marzo 2015 Palacio de Recreación y Deportes, Mayagüez  | Indias de Mayagüez    | 3 - 1 | Gigantes de Carolina  | 25-20, 25-13, 23-25, 25-21        |
| 18ª giornata - 14 marzo 2015 Coliseo Guillermo Angulo, Carolina          | Gigantes de Carolina  | 0 - 3 | Lancheras de Cataño   | 12-25, 23-25, 15-25               |
| 19ª giornata - 19 marzo 2015 Coliseo Gelito Ortega, Naranjito            | Changas de Naranjito  | 1 - 3 | Gigantes de Carolina  | 18-25, 21-25, 25-23, 17-25        |
| 20ª giornata - 21 marzo 2015 Coliseo Guillermo Angulo, Carolina          | Gigantes de Carolina  | 3 - 0 | Criollas de Caguas    | 25-23, 25-16, 25-19               |
| 21ª giornata - 26 marzo 2015 Coliseo Salvador Dijols, Ponce              | Leonas de Ponce       | 3 - 1 | Gigantes de Carolina  | 25-18, 25-19, 21-25, 25-23        |
| 22ª giornata - 29 marzo 2015 Coliseo Guillermo Angulo, Carolina          | Gigantes de Carolina  | 1 - 3 | Valencianas de Juncos | 18-25, 28-26, 22-25, 21-25        |
| 23ª giornata - 1 aprile 2015 Coliseo Guillermo Angulo, Carolina          | Gigantes de Carolina  | 0 - 3 | Indias de Mayagüez    | 10-25, 21-25, 19-25               |
| 24ª giornata - 4 aprile 2015 Coliseo Cosme Beitia Sálamo, Cataño         | Lancheras de Cataño   | 3 - 1 | Gigantes de Carolina  | 22-25, 25-16, 25-19, 25-17        |

#### Play-off
| Quarti di finale (gara 1) - 8 aprile 2015 Coliseo Guillermo Angulo, Carolina   | Gigantes de Carolina  | 0 - 3 | Criollas de Caguas    | 16-25, 13-25, 22-25        |
| Quarti di finale (gara 2) - 9 aprile 2015 Coliseo Guillermo Angulo, Carolina   | Gigantes de Carolina  | 0 - 3 | Valencianas de Juncos | 19-25, 23-25, 18-25        |
| Quarti di finale (gara 4) - 12 aprile 2015 Coliseo Héctor Solá Bezares, Caguas | Criollas de Caguas    | 3 - 1 | Gigantes de Carolina  | 24-26, 27-25, 25-22, 25-18 |
| Quarti di finale (gara 5) - 14 aprile 2015 Coliseo Rafael Amalbert, Juncos     | Valencianas de Juncos | 3 - 0 | Gigantes de Carolina  | 25-13, 25-11, 25-7         |

## Statistiche

### Statistiche di squadra
| Competizione | Punti | In casa | In casa | In casa | In trasferta | In trasferta | In trasferta | Totale | Totale | Totale |
| Competizione | Punti | G       | V       | P       | G            | V            | P            | G      | V      | P      |
| ------------ | ----- | ------- | ------- | ------- | ------------ | ------------ | ------------ | ------ | ------ | ------ |
| LVSF         | 23    | 14      | 5       | 9       | 14           | 3            | 11           | 28     | 8      | 20     |
| Totale       | -     | 14      | 5       | 9       | 14           | 3            | 11           | 28     | 8      | 20     |

G = partite giocate; V = partite vinte; P = partite perse